# Gruppetto

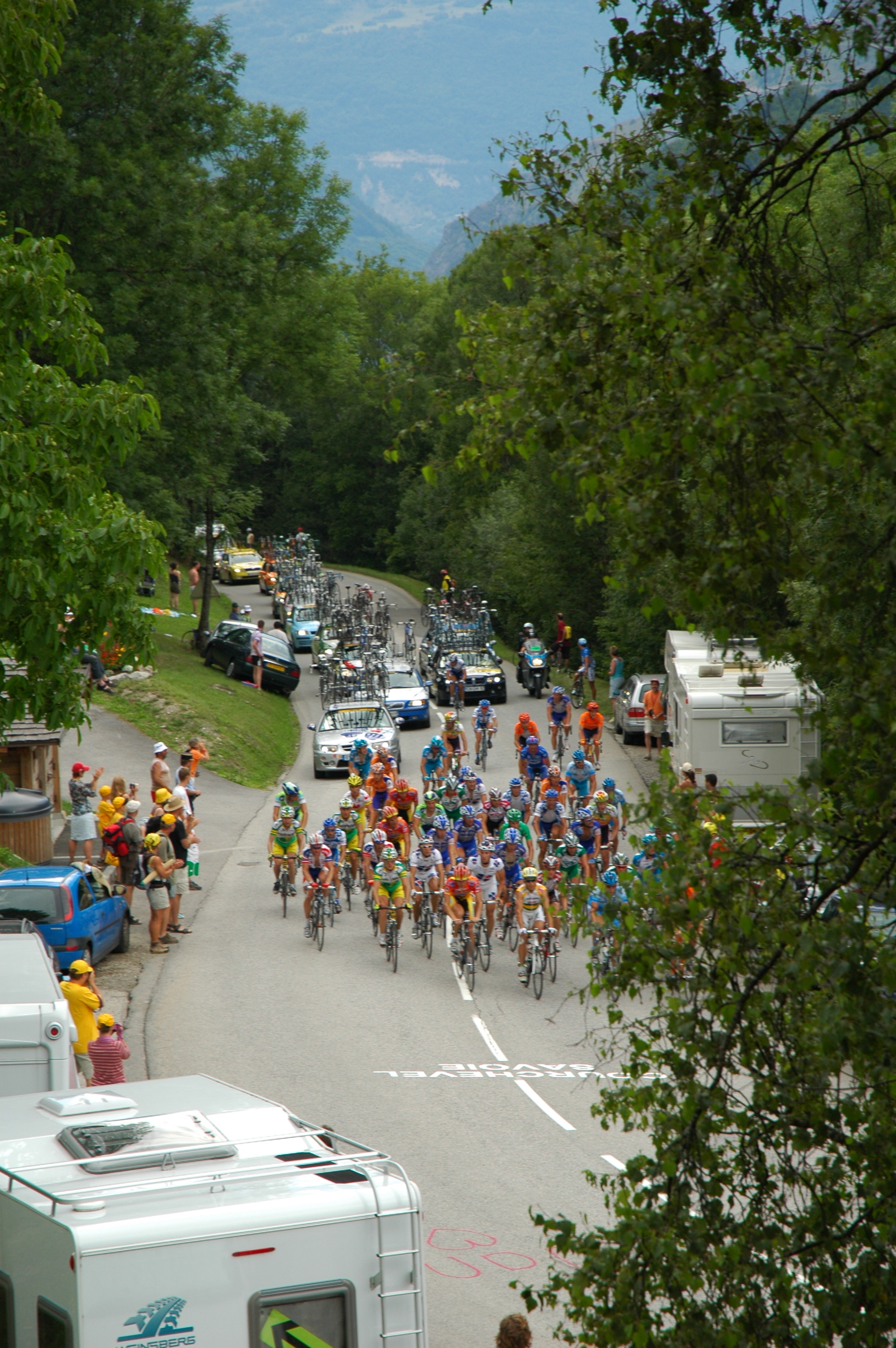
Gruppetto bei der 10. Etappe der Tour de France 2005

Als Gruppetto (italienisch für ‚Grüppchen‘) oder l’Autobus (französisch) bezeichnet man im Radsport bei längeren Rundfahrten eine Gruppe von Fahrern, die sich bei Bergetappen am Ende des Fahrerfeldes bildet. Bei diesen Fahrern handelt es sich um zurückgefallene Helfer, Sprintspezialisten und andere, die von den vorangegangenen Steigungen und Mannschaftsaufgaben zurückgeworfen wurden und die sicherstellen müssen, nicht das Zeitlimit zu überschreiten, was den Ausschluss von der Rundfahrt bedeuten würde.
Innerhalb des Gruppettos ist es üblich, dass einer der erfahrensten Profis das Tempo vorgibt. Diese Fahrer haben ein Gefühl dafür, rechtzeitig vor dem Zeitlimit ins Ziel zu kommen. Zudem bleiben die Fahrer im Gruppetto zusammen, da eine große Gruppe, die nach der Karenzzeit ins Ziel kommt, häufiger begnadigt und nicht aus dem Rennen genommen wird als einzelne Fahrer.
Im Gegensatz zur Spitzengruppe gibt es im Gruppetto eine außergewöhnliche Solidarität. Man hilft sich mit Essensrationen, Trinkflaschen, Ersatzteilen und Bekleidung teamübergreifend aus, da das gemeinsame Ankommen im Vordergrund steht.